# الحمراء (العدين)

تعديل مصدري - تعديل

الحمراء هي إحدى قرى عزلة بني عبد الله بمديرية العدين التابعة لمحافظة إب، بلغ تعداد سكانها 101 نسمة حسب تعداد اليمن لعام 2004.